# غراهام فيرتشايلد
غراهام فيرتشايلد (بالإنجليزية: Graham Fairchild)‏ هو عالم حشرات أمريكي، ولد في 1906 في واشنطن العاصمة في الولايات المتحدة، وتوفي في 1994 في غينزفيل في الولايات المتحدة.